# Santorini
Santorini /gr. Σαντορίνη/ (tudi Thira /gr. Θήρα/, sicer tudi Thera, Tera, Santorin) je najjužnejši grški otok v Kikladih. Otok v Egejskem morju je velik 72 km², v  njem po popisu prebivalstva leta 2001 živi preko 13.600 prebivalcev. 
Glavna panoga na otoku je turizem, otok pa je poznan po vinu, pistacijah in paradižnikih.
Leži med otokoma Ios in Anafi, od Krete je oddaljen 63 navtičnih milj. Otok je s celino (Pirej) in ostalimi otoki povezan z rednimi trajektnimi in ladijskimi linijami. 
Na vzhodni strani otoka se nahaja mednarodno letališče.

## Značilnosti
Santorini je otok lave in sonca. Otok je namreč vulkanskega izvora, saj je na zahodni strani klif z višino 300 metrov ter potopljena kaldera, posledica enega izmed največjih vulkanskih izbruhov v zgodovini. Osupljivo vulkansko pokrajino dopolnjujejo kikladska arhitektura (stavbe v modro-beli barvi), tisočletna zgodovina, bogata turistična ponudba kot osrednja dejavnost domačinov in njihova prijaznost.
Santorini je bil že večkrat izbran za najbolj priljubljeno počitniško destinacijo v Evropi in za najlepši vulkan na svetu.

## Ime otoka
Herodot, ki govori o zgodnji zgodovini otoka Santorini, je pojasnil, kako vse je bil otok že imenovan. Na začetku so mu rekli Strongili (zaradi njegove okrogle oblike), kasneje Kalisti (zaradi njegove lepote), po prihodu Špartancev in osnovanju njihovih kolonij pa se je otoka prijelo ime Thera (tako je bilo namreč ime njihovemu kralju). 
Ime Santorini so kasneje izbrali križarji, in sicer na podlagi majhne kapele Svete Irene (Santa Irene oz. Agia Irene).

## Zgodovina
Otok Santorini ima bogato zgodovino, ki se je začela že v bronasti dobi. Veliko izkopavanje ob Akrotiriju je pokazalo, da je bila na otoku velika in močna minojska civilizacija. Izkopavanje, ki se je začelo leta 1956, je pokazalo, da je starodavno mesto zelo dobro ohranjeno, zahvaljujoč vulkanskemu izbruhu, ki je naselje prekrilo z debelimi plastmi pepela (podobno kot Pompeji). Na otoku so se v vlogi gospodarjev izmenjavali tudi Rimljani, Turki, od leta 1830 pa formalno pripada Grčiji.

## Vulkansko in potresno delovanje
Vulkan je aktiven še danes, trenutno je v fazi mirovanja oz. ugašanja. Zadnji izbruh je bil leta 1950. Izbruh se je končal po manj kot mesecu dni. Eksplozija je tisoč metrov v zrak bruhala lavo, drobci pa so leteli tudi do 580 metrov naokoli. Zaradi prelomnice, ki poteka pod otokom, je območje eno najbolj potresno dejavnih na svetu. Znanstveniki letno zabeležijo tudi več kot 2.000 potresov (človek nekaterih ne zazna). Uničujoč potres je otok prizadel 9. julija 1956. Tedaj je bila uničena večina stavb in infrastrukture.
Sama kaldera je nastala pred približno 21.000 leti, ko se je sesedel vase del tedanjega okroglega vulkanskega otoka, kar je povzročilo praznjenje komore z magmo med izbruhom. Ponekod je morje zaradi tega globoko tudi do 400 metrov. Kaldera je tvorila skoraj neprekinjen prstan z edinim vhodom med malim otokom Aspronisi in Thero.
Severni del kaldere je vulkan znova napolnil in nato se je površje kakšnih 3.600 let nazaj ponovno vdrlo.
Ta uničujoč izbruh vulkana je presenetil v pozni bronasti dobi (včasih imenovan tudi izbruh There ali minojski izbruh). Milijone kubičnih metrov magme, pepela in plovca je ustvarilo 36 kilometrov visok steber dima nad otokom. 
Pepel je padal preko velike površine vzhodnega Mediterana in Turčije. Skalovje se je odluščilo od starodavnega mesta na Akrotiri, stene otoka so padle v morje in po mnenju nekaterih naj bi nastal ogromen cunami, ki je opustošil predvsem obale Krete. Oboje naj bi imelo za posledico zaton Minojcev.
V kalderi je izbruh uničil kopno prstana med Aspronisijem in Therasijo ter med Therasijo in Thero. Tako sta nastala dva nova prekopa, sredi kaldere pa je bilo le morje.
Sedanja vulkanska otoka sredi kaldere sta kasnejšega nastanka. Otoka Palea Kameni (stari zgoreli otok) in Nea Kameni (novi zgoreli otok) sredi kaldere sta rezultat vulkanske aktivnosti v zadnjih dveh tisočletjih. Njuna površina se je povečevala z novimi izbruhi; predvsem slednji je v zadnjih 400 letih vsaj trikrat prerasel starejšega. Vulkansko delovanje je bilo dejavno v letih 1570-1573, 1707-1711, 1866-1870, 1925-1928, 1939-1941 in že omenjeni zadnji izbruh leta 1950.

## Voda in kanalizacija
Na Santoriniju je vedno primanjkovalo vode, saj ima le dva izvira pitne vode, ki v poletnih mesecih presahneta. Nekdaj so ga oskrbovali z vodo, ki so jo pripeljali s tankerji. Danes razsoljujejo morsko vodo, zato voda iz vodovoda ni pitna. Pitna voda je edinole ustekleničena voda, ki se tam, predvsem zaradi prej omenjenih razlogov, zelo dobro prodaja. 
Na otoku še danes uporabljajo star sistem kanalizacije. To pomeni, da so cevi preozke za požiranje toaletnega papirja. Toaletni papir in druge sanitarne pripomočke je potrebno odvreči v koš zraven straniščne školjke, da ne pride do nepotrebnih zamašitev.

## Kikladska arhitektura
Svetovno znana je tudi kikladska arhitektura. Zanjo so značilne bele hišice z modro pobarvanimi vrati, okni in balkoni, bele cerkve z modrimi kupolami, zavite in stopničaste ulice, arkade, hiše zgrajene ena na drugi, sončne verande in podobno.

## Vremenske razmere
Vreme na Santoriniju je povečini sončno, vroče, s suhimi poletji in milimi zimami. Otok ima namreč idealne klimatske pogoje za obiskovalce. Dežja med poletnimi meseci (od maja do oktobra) skoraj zagotovo ne dočakajo. Domačini pravijo, da dežuje le en mesec v letu. Večkrat piha močan severni veter, imenovan »meltemi«, katerega moč je zaradi močnega poletnega sonca, izredno varljiva. Ob večerih temperature postanejo hladnejše.

## Turizem
Hoteli na Santoriniju so majhni, s približno štiridesetimi sobami, in lepo urejeni. Večina jih ima tudi bazen. Za nizko vsoto denarja se da najeti motorno kolo ali avtomobil za ogled otoka. Turiste privabljajo predvsem edinstvene plaže s črnim ali z rdečim peskom in čisto morje. Edina bela plaža (bele skale) se nahaja na jugu otoka, dostopna pa je izključno po morski poti.

## Najpomembnejši kraji
Na otoku so vsi pomembnejši kraji povezani z asfaltiranimi cestami in javnim prevozom.

### Oia
Najlepši kraj na otoku naj bi bila vasica Oia, ki je že tretjič prejela naziv najlepše turistične vasice na svetu. Do potresa leta 1956 je bila tudi vodilno mesto na otoku. Oine ozke ulice so polne butikov in prodajalnic dragega kamenja. Prav tako je zanimiva tudi njena arhitektura, s hišicami, ugnezdenimi v skalovje klifa. 

### Fira
Fira je danes glavno otoško mesto. Dviga se na klifu kaldere, do katere vodi malo manj kot 600 stopnic. Spodaj se nahaja staro pristanišče, v katerem pristajajo velike turistične križarke. Zaradi tega so iz pristanišča do mesta zgradili tudi gondolo.

### Pirgos
Najstarejša vas na otoku je Pirgos, ki je bila do leta 1800 glavno mesto otoka. Okoli lepo ohranjenega benečanskega gradu na vrhu hriba, so zgrajene male tradicionalne hiše. Še danes nosijo vidne posledice potresa iz leta 1956. Ulice sledijo obliki hriba, ko se vijejo okoli njega. Na vrhu so tudi številne bizantinske cerkve, med katerimi je najbolj zanimiva Theotokaki iz 10. stoletja, z lepimi freskami in starimi ikonami.

### Imerovigli
Idilična vasica Imerovigli stoji na najvišji naseljeni točki (350 m), ob robu kaldere in ponuja najlepše razglede na otoku. To je že stara razgledna točka otoka, saj je tu 600 let stal najpomembnejši grad na otoku, Skaros.

### Kamari
Je turistični kraj, v katerem so večinoma hoteli in taverne. Nahaja se pod vznožjem hriba, na katerem se nahajajo ostanki starodavne Thire.

#### Panagia Episkopi in Mesa Gonia
Panagia Episkopi je najstarejša cerkev na otoku. Zgrajena je bila v 11. stoletju, v času bizantinskega cesarja Alexiosa Komninosa. Skriva starodavne freske ter marmorni oltar.
Mesa Gonia je poznana tudi kot »vas duhov«. To ime je dobila po potresu leta 1956, ko so jo prebivalci zapustili - ostale so le napol porušene hiše in manjše cerkve.

## Plaže
Na vseh plažah je vstop brezplačen, plačljivi so senčniki in ležalniki.
Turistično najbolj prepoznavna je plaža Kokkini paralia (rdeča plaža), ki leži na južni obali otoka, blizu starodavnega Akrotirja. Ta plaža je edinstvena zaradi živo rdeče barve. Visoki rdeči klifi se dvigajo nad plažo iz rdečih vulkanskih kamnov, ki jih obliva kristalno modro morje. Dostop je možen samo peš ali po morju.
Posebnost Santorinija so dolge plaže črnega vulkanskega peska in kamenčkov, ki zaradi lesketajoče modre barve morja ponujajo očem edinstven estetski užitek. Vendar pa se črni pesek čez dan močno segreje in ni mogoče hoditi bos po njem. Najlepše plaže se nahajajo na vzhodni strani otoka, in sicer so to Perissa, Perivolos, Kamari in Monolithos.